# Typen irischer Bronzeäxte und Kupferbeile
Die frühen Bronzeäxte und Kupferbeile in Irland (ab 2000 v. Chr.) lassen sich vor allem aufgrund von reichen Depotfunden typisieren. Nach einer Aufstellung von Laurence Flanaghan (1969) liegen dafür in Irland 1886 Beile vor. Die Äxte oder Beile werden in vier Typen eingeteilt. 

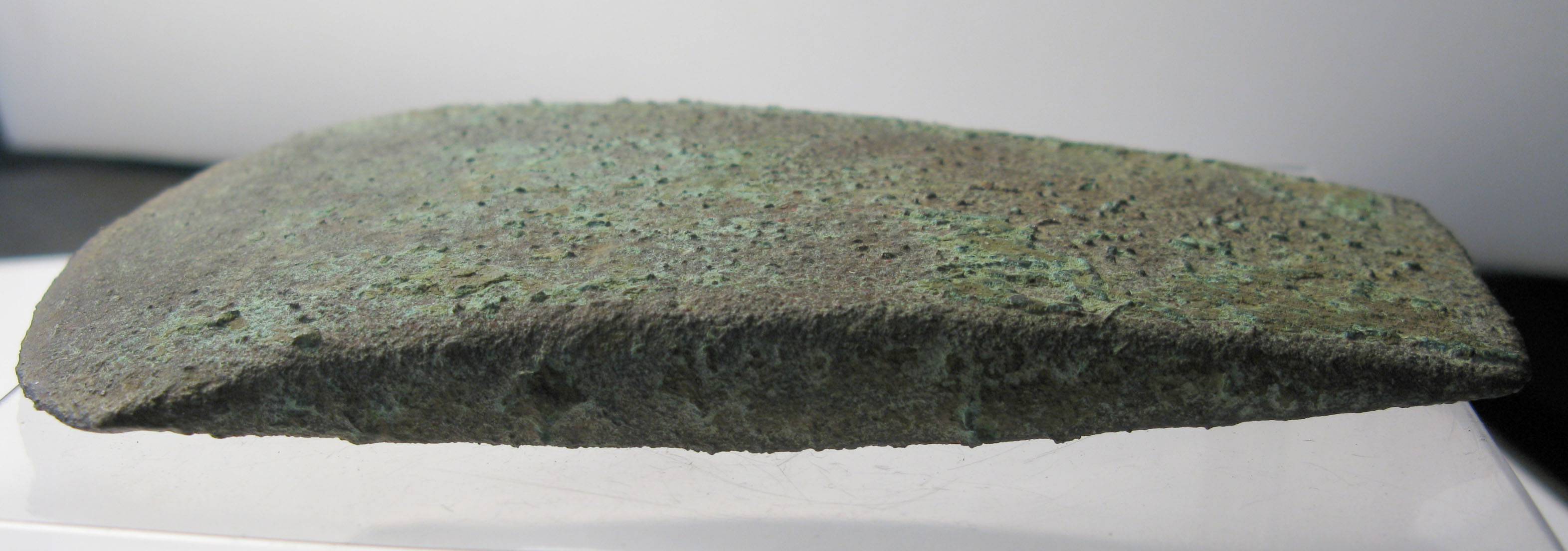
Axt vom Typ „Lough Ravel“

- Der Typ „Lough Ravel“ wurde nach einem isoliert liegenden Hort im County Antrim in Nordirland benannt. In der Republik Irland wird er nach einem Depotfund im County Cork als Typ „Cappeen“ bezeichnet. Die Hälfte der Horte mit diesem Axttyp wurden in den Countys Cork und Kerry gefunden; lediglich einer stammt aus der Provinz Ulster. Von dieser Axt mit dem dicken Ende und dem torpedoförmigen Körper sind einschließlich ihrer Unterart „Ballybeg“ 443 Stück bekannt. Sie stellen eine Produktion von mehr als 200 kg während 1.500 Jahren dar.

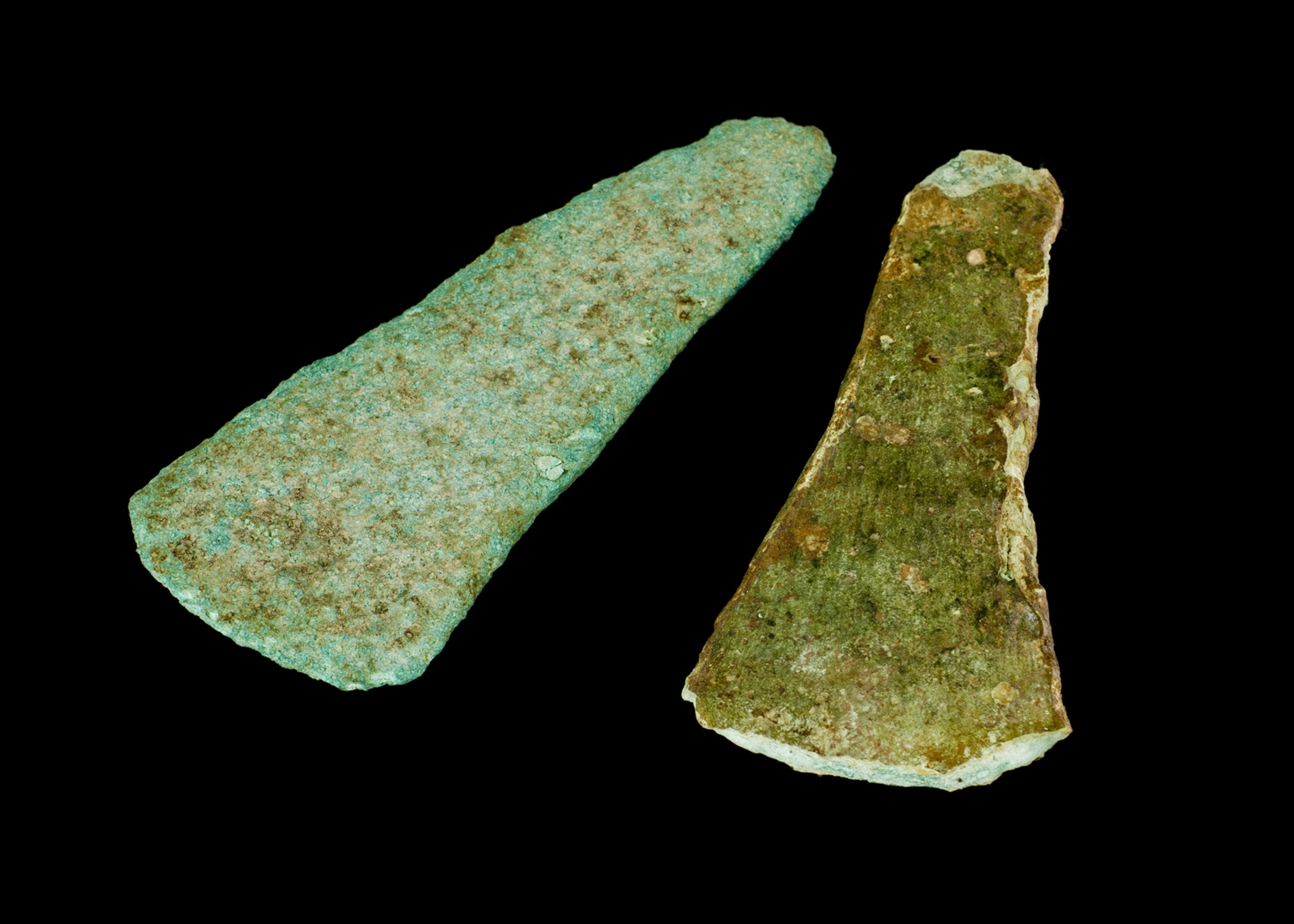
Axt vom Typ Killaha

- Der Typ „Killaha“ wurde nach einem Hort im County Kerry benannt. Von dieser Art Axt oder Beil sind vier Horte in Kerry und einer in Cork bekannt. Von der Axt mit dem gespreizten Körper und dem langen dünnen Bereich sind 303 Exemplare bekannt. Das stellt eine Produktion von etwa 160 kg Metall während etwas mehr als 500 Jahren dar;

- Der Typ „Ballyvalley“ wurde nach einem Hort im County Down benannt. Der Typ bildet eine Konzentration im nordöstlichen Bereich der Insel. Die Äxte sind schlanker und weniger gespreizt als der Typ Killaha. Die Gesamtmenge von 845 Äxten entspricht einer Produktion von fast 300 kg in etwas weniger als 500 Jahren. Interessant ist, dass ein Beil des Ballyvalley Typs aus Culfeightrin, County Antrim in einer Sandsteinform gegossen wurde die in Ballynahinch, im County Down gefunden wurde.

- Der Typ “Derryniggin”, wurde nach einem Hort im County Leitrim benannt. Die Äxte sind besonders schlank und wiegen durchschnittlich die Hälfte dessen was die vom Typ Lough Ravel oder Killaha wiegen. Es sind auch nur 297 Stück erhalten, das entspricht einer Produktion von 73 kg.